# Фронт национального возрождения
Фронт национального возрождения (рум. Frontul Renașterii Naționale, FRN) — историческая политическая партия Румынии.
Создана в 1938 г. как монопольная партия для поддержки политики короля Кароля II вслед за его решением о запрете всех прежних партий, отмене Конституции 1923 г. и введении в действие Конституции 1938 г. Видными членами партии были премьер-министры Арманд Кэлинеску, Георге Арджешану, Константин Аргетоиану, Георге Тэтэреску и Ион Джигурту, чьи режимы ассоциируются с корпоратизмом и антисемитизмом. Основная цель партии неявно состояла в противодействии набиравшей популярность Железной гвардии, ещё более радикальному правому движению. В 1940 г. Кароль заменил данную партию на новую Партию нации (Partidul Națiunii или Partidul Națiunei, PN), «партию тоталитарного единства». Партия прекратила существование в 1940 г. после прихода к власти Легионерского правительства и роспуска Парламента Румынии. Молодёжной организацией фронта являлась «Стража страны» (Straja Țării)